# Аппер-Сумас 6
Аппер-Сумас 6 (англ. Upper Sumas 6) — індіанська резервація в Канаді, у провінції Британська Колумбія, у межах регіонального округу Фрейзер-Велі.

## Населення
За даними перепису 2016 року, індіанська резервація нараховувала 178 осіб, показавши скорочення на 4,8%, порівняно з 2011-м роком. Середня густина населення становила 69,4 осіб/км².
З офіційних мов обидвома одночасно не володів жоден з жителів, тільки англійською — 175.
Працездатне населення становило 50% усього населення, рівень безробіття — 21,4%.

## Клімат
Середня річна температура становить 10°C, середня максимальна – 21,1°C, а середня мінімальна – -2,5°C. Середня річна кількість опадів – 1 608 мм.
| Клімат поселення                              | Клімат поселення | Клімат поселення | Клімат поселення | Клімат поселення | Клімат поселення | Клімат поселення | Клімат поселення | Клімат поселення | Клімат поселення | Клімат поселення | Клімат поселення | Клімат поселення | Клімат поселення |
| Показник                                      | Січ.             | Лют.             | Бер.             | Квіт.            | Трав.            | Черв.            | Лип.             | Серп.            | Вер.             | Жовт.            | Лист.            | Груд.            |                  |
| Середній максимум, °C                         | 7,66             | 9,68             | 11,73            | 14,28            | 17,53            | 20,26            | 20,58            | 21,08            | 18,19            | 13,48            | 9,03             | 6,08             |                  |
| Середня температура, °C                       | 2,56             | 4,58             | 6,63             | 9,18             | 12,45            | 15,18            | 17,33            | 17,83            | 14,95            | 10,24            | 5,76             | 2,84             |                  |
| Середній мінімум, °C                          | −2,53            | −0,52            | 1,54             | 4,09             | 7,35             | 10,07            | 14,08            | 14,59            | 11,70            | 7,00             | 2,52             | −0,41            |                  |
| Норма опадів, мм                              | 202              | 153              | 146              | 125              | 99               | 83               | 59               | 57               | 86               | 158              | 231              | 209              |                  |
| Середньомісячна швидкість вітру, м/с          | 3.00             | 2.92             | 3.00             | 2.90             | 2.80             | 2.80             | 2.71             | 2.50             | 2.25             | 2.40             | 2.90             | 2.99             |                  |
| Середньомісячна сонячна радіація, кДж/м²·день | 3261             | 6330             | 9904             | 14955            | 18556            | 20012            | 21454            | 18426            | 13224            | 7149             | 3610             | 2560             |                  |
| --------------------------------------------- | ---------------- | ---------------- | ---------------- | ---------------- | ---------------- | ---------------- | ---------------- | ---------------- | ---------------- | ---------------- | ---------------- | ---------------- | ---------------- |
| Джерело:                                      |                  |                  |                  |                  |                  |                  |                  |                  |                  |                  |                  |                  |                  |